# Iglesia de San Juan Bautista (Bruselas)
La Iglesia de San Juan Bautista o la Iglesia de San Juan Bautista en el Beguinaje (en francés: Église Saint-Jean-Baptiste-au-Béguinage; en neerlandés:  Sint-Jan Baptist ten Begijnhofkerk) es una iglesia parroquial católica ubicada en Bruselas, Bélgica. Atribuida al arquitecto flamenco Lucas Faydherbe, este edificio es un ejemplo notable del estilo de influencia italiana del barroco flamenco del siglo XVII. La iglesia fue parte de la béguinage Notre-Dame de la Vigne de Bruselas.
La iglesia anterior era un edificio gótico con 3 naves y crucero que fue destruida por los calvinistas en 1584 durante la República calvinista de Bruselas, que duró desde 1577 hasta 1585. Se decidió reconstruir la iglesia en estilo barroco y su construcción se inició en 1657. Fue consagrada en 1676.